# Patrimoni dell'umanità della Bosnia ed Erzegovina
I patrimoni dell'umanità della Bosnia ed Erzegovina sono i siti dichiarati dall'UNESCO come patrimonio dell'umanità in Bosnia ed Erzegovina, la quale è divenuta parte contraente della Convenzione sul patrimonio dell'umanità il 12 luglio 1993, in qualità di stato successore della Jugoslavia.
Al 2024 i siti iscritti nella Lista dei patrimoni dell'umanità sono cinque, mentre nove sono le candidature per nuove iscrizioni. Il primo sito iscritto nella lista è stato nel 2005 l'area del Vecchio Ponte della città vecchia di Mostar, durante la ventinovesima sessione del comitato del patrimonio mondiale. Due anni dopo, nella trentunesima sessione, il celebre Ponte di Mehmed Paša Sokolović a Višegrad è divenuto il secondo sito bosniaco riconosciuto dall'UNESCO. Il terzo patrimonio, comprendente diversi siti, in comune anche con i paesi confinanti, è l'insieme dei Cimiteri di tombe medievali stećci, incluso nella lista nel 2016 dalla quarantesima sessione del comitato. Nel 2021 la quarantaquattresima sessione ha inserito l'estensione bosniaca del sito transnazionale Antiche faggete primordiali dei Carpazi e di altre regioni d'Europa. Il patrimonio aggiunto più di recente è stata la Grotta di Vjetrenica, iscritta nella lista nel 2024 durante la quarantaseiesima sessione. Tre siti sono considerati culturali, secondo i criteri di selezione, due naturali; due sono parte di siti transnazionali.

## Siti del Patrimonio mondiale
| Foto | Sito                                                                | Luogo | Tipo                      | Anno | Descrizione |
| ---- | ------------------------------------------------------------------- | --- | ------------------------- | ---- | --- |
|      | Area del Vecchio Ponte della città vecchia di Mostar                | Mostar | Culturale (946; vi)       | 2005 | La storica città di Mostar, che attraversa una profonda valle del fiume Neretva, si sviluppò nel XV e XVI secolo come città di frontiera ottomana e durante il periodo austro-ungarico nel XIX e XX secolo. Mostar è nota da tempo per le sue antiche case turche e il Ponte Vecchio o Stari Most, da cui prende il nome. Nel conflitto degli anni '90, tuttavia, la maggior parte del centro storico e il Ponte Vecchio, progettato dal famoso architetto Sinan, furono distrutti. Una volta ricostruita, l'area del Ponte Vecchio, con le sue caratteristiche architettoniche pre-ottomane, ottomane, mediterranee e dell'Europa occidentale, è tornata ad essere un eccezionale esempio di insediamento urbano multiculturale e un simbolo di riconciliazione, cooperazione internazionale e coesistenza di diverse comunità culturali, etniche e religiose. |
|      | Ponte di Mehmed Paša Sokolović a Višegrad                           | Višegrad | Culturale (1260; ii, iv)  | 2007 | Il ponte di Mehmed Paša Sokolović di Višegrad sul fiume Drina fu costruito alla fine del XVI secolo dall'architetto di corte Mi'mār Koca Sinān per ordine del Gran Visir Mehmed Paša Sokolović. Caratteristico dell'apogeo dell'architettura monumentale e dell'ingegneria civile ottomana, il ponte presenta 11 arcate in muratura con campate da 11 m a 15 m, e una rampa di accesso ad angolo retto con quattro arcate sulla riva sinistra del fiume. Il ponte lungo 179,5 m è un capolavoro di Sinān, uno dei più grandi architetti e ingegneri del periodo ottomano classico e contemporaneo del Rinascimento italiano, con cui il suo lavoro può essere paragonato. L'eleganza unica delle proporzioni e la nobiltà monumentale dell'intero sito testimoniano la grandezza di questo stile architettonico.                                                |
|      | Cimiteri di tombe medievali stećci                                  | 20 siti (altri 8 sono in Croazia, Montenegro e Serbia) | Culturale (1504; iii, vi) | 2016 | Questo patrimonio seriale combina 28 siti, situati in Bosnia ed Erzegovina, Serbia occidentale, Montenegro occidentale e Croazia centrale e meridionale, che presentano cimiteri di lapidi medievali caratteristiche a livello regionale, dette stećci. Le necropoli, che risalgono al XII-XVI secolo d.C., sono disposte in file, come era consuetudine comune in Europa dal Medioevo. Gli stećci sono per lo più scolpiti nel calcare e presentano una vasta gamma di motivi decorativi e iscrizioni che mostrano continuità iconografiche tra l'Europa medievale e le tradizioni distinte locali. |
|      | Antiche faggete primordiali dei Carpazi e di altre regioni d'Europa | Šipovo (altri 93 sono in Albania, Austria, Belgio, Bulgaria, Croazia, Francia, Germania, Italia, Macedonia del Nord, Polonia, Rep. Ceca, Romania, Slovacchia, Slovenia, Spagna, Svizzera e Ucraina) | Naturale (1133; ix)       | 2021 | Questa proprietà transnazionale comprende 94 componenti in 18 paesi. Dalla fine dell'ultima era glaciale, il faggio europeo si è diffuso da poche aree di rifugio isolate nelle Alpi, Carpazi, Dinaridi, Mediterraneo e Pirenei in un breve periodo di poche migliaia di anni in un processo tuttora in corso. L'espansione di successo in un intero continente è legata all'adattabilità e alla tolleranza dell'albero alle diverse condizioni climatiche, geografiche e fisiche. In Bosnia ed Erzegovina la serie comprende la riserva naturale ristretta della foresta vergine di Janj. |
|      | Grotta di Vjetrenica                                                | Ravno | Naturale (1673; x)        | 2024 | Situato nella catena montuosa dinarica, il sito si distingue per la sua notevole biodiversità ed endemicità rupestre. Conosciuta fin dall'antichità, la grotta costituisce una rappresentazione ben conservata della topografia carsica e uno dei più importanti punti caldi di biodiversità al mondo per la fauna cavernicola, in particolare la fauna acquatica sotterranea. Ospita numerose specie di vertebrati minacciate a livello globale e l'unico verme-tubo sotterraneo al mondo, oltre a un'ampia varietà di specie vegetali endemiche dei Balcani. Inoltre molte delle specie trovate nella grotta di Vjetrenica sono relitte terziarie e pre-terziarie, il che significa che molte di esse possono essere considerate fossili viventi i cui parenti più stretti si sono estinti molto tempo fa.                                                    |

## Siti candidati
| Foto | Sito                                                                             | Luogo                                                 | Tipo                                           | Anno       | Descrizione |
| ---- | -------------------------------------------------------------------------------- | ----------------------------------------------------- | ---------------------------------------------- | ---------- | --- |
|      | Sarajevo - simbolo unico della multiculturalità universale, perenne città aperta | Sarajevo                                              | Culturale (906; v)                             | 01/09/1997 | L'architettura della città ha reso unico il luogo: avanguardie tecniche, elementi di vari stili artistici e diverse appartenenze etnico-culturali si sono nel tempo sedimentate, formando una sintesi nelle attitudini e nel modo di vivere degli abitanti della Valle. La vita spirituale-culturale ha nobilitato l'architettura con la semplicità della sua articolazione e gli abitanti con la comprensione della diversità e il desiderio di sviluppare una comunità rivolta al beneficio di tutti. |
|      | Complesso naturale e architettonico di Jajce                                     | Jajce                                                 | Misto (2098; ii, iii, iv, v, vi, vii)          | 10/03/2006 | Il sito è stato per secoli un crocevia delle rotte che portavano dall'interno del continente al Mediterraneo. L'intero complesso con la fortezza, i bastioni urbani e le torri si trova sul versante meridionale di una grande piramide rocciosa, racchiuso a sud-ovest dal letto del fiume Pliva e a sud-est e a est dal fiume Vrbas. Il perimetro della città medievale di Jajce è di circa 1300 m, con una superficie di 112 000 m². |
|      | Storico sito urbano di Počitelj                                                  | Čapljina                                              | Culturale (5092; ii, iii, iv, v, vi)           | 02/01/2007 | Nel medioevo Počitelj era il centro amministrativo della Dubrava župa (contea) e il suo punto più occidentale, che le conferiva una grande importanza strategica. Si suppone che la città fortificata e i relativi insediamenti siano stati costruiti dal re di Bosnia Stjepan Tvrtko I nel 1383. La città fortificata di Počitelj si è evoluta nel periodo dal XVI al XVIII secolo. Architettonicamente, le parti in pietra sopravvissute della città sono un complesso fortificato, in cui si possono osservare due fasi di evoluzione: quella medievale e quella ottomana. |
|      | Complesso naturale e architettonico di Blagaj                                    | Mostar                                                | Misto (5280; ii, iii, iv, v, vi, vii)          | 11/12/2007 | L'insieme naturale e architettonico di Blagaj forma un insieme autonomo dal punto di vista spaziale e topografico. Blagaj è una delle strutture urbano-rurali di maggior pregio della Bosnia ed Erzegovina, distinguendosi da altre strutture simili per il suo impianto urbano molto ramificato e disgiunto, legato organicamente unicamente alla posizione della čaršija come elemento funzionale centrale, e per la presenza della fortezza di Stjepan grad, alla quale un tempo conducevano due strade secondarie e una principale. La struttura urbanistica, la fisionomia spaziale e l'organizzazione di Blagaj sono rintracciabili nel forte medievale, trasformato in epoca ottomana in kasaba (città) e poi in centro amministrativo.                                                      |
|      | Complesso naturale e architettonico di Blidinje                                  | Jablanica, Posušje, Tomislavgrad, Prozor-Rama, Mostar | Misto (5281; i, iii, iv, vi, vii, viii, ix, x) | 11/12/2007 | L'area del Parco naturale di Blidinje, parte della regione montuosa di Čvrsnica, Vran e Čabulja, è un esempio degli immensi processi geologici che hanno avuto luogo durante l'orogenesi delle Alpi dinariche, la più vasta area recente di olocarso del mondo. L'aspetto e la posizione delle lapidi stećak in un ambiente naturale incontaminato rende quest'area una delle più ricche e interessanti della Bosnia ed Erzegovina. |
|      | Complesso naturale e architettonico di Stolac                                    | Stolac                                                | Misto (5282; ii, iii, iv, v, vi, vii)          | 11/12/2007 | Nove strati storici costituiscono l'insieme architettonico di Stolac: preistoria, epoca illirico-romana, alto medioevo, tardo medioevo, epoca ottomana, epoca austro-ungarica e prima e seconda Jugoslavia. Le testimonianze materiali visibili di queste civiltà mostrano una moltitudine di influenze diverse sull'architettura della città, in quell'incontro di contrasti e somiglianze, leggi e paradossi, pianificazione e piena spontaneità, che conferiscono a questa città un'immagine complessa di eccezionale valore universale. |
|      | Riserva naturale ristretta - Foresta vergine di Perućica                         | Foča                                                  | Naturale (6260; vii, ix, x)                    | 23/05/2017 | Il Parco nazionale di Sutjeska è un gioiello tra le aree naturali protette d'Europa, mai completamente esplorato; al suo interno ospita la Riserva naturale ristretta di Perućica, la più grande riserva naturale di questo tipo in Europa, vera sfida per tutti i botanici ma inaccessibile all'uomo comune da decenni. Perućica è una delle due foreste vergini rimaste in Europa. Il suo torrente montano forma la cascata Skakavac, alta 75 m. |
|      | Cimitero ebraico a Sarajevo                                                      | Sarajevo                                              | Culturale (6334; ii, iii, iv, vi)              | 03/04/2018 | Il vecchio cimitero ebraico di Sarajevo è il secondo più grande complesso sepolcrale ebraico in Europa, dopo quello di Praga, e costituisce una preziosa testimonianza sulla vita degli ebrei sefarditi e più tardi degli ebrei aschenaziti in città. Il complesso cimiteriale si stende su un ripido versante e copre un'area di oltre 31 000 m²; ospita oltre 3850 pietre tombali in sette lotti, oltre a quattro memoriali eretti per le vittime del terrore fascista durante la Seconda Guerra mondiale e numerosi cenotafi. Il complesso include anche l'ossario aschenazita, costruito nel 1962 a seguito dell'esumazione dei cimiteri aschenaziti vecchio e nuovo. Nel 1966 cessarono le sepolture nel cimitero. Si crede che la Ghenizah sia situata nella parte sudorientale del cimitero. |
|      | Complesso delle cascate di travertino a Martin Brod - Parco nazionale della Una  | Bihać                                                 | Naturale (6400; vii, ix)                       | 10/04/2019 | I fiumi Una, Unac e Krka nel Parco nazionale della Una costituiscono una combinazione di preziose caratteristiche naturali, di paesaggi naturali diversi e preservati di eccezionale bellezza e di un ricco patrimonio culturale e storico. Nel tratto che attraversa il parco la Una ha le caratteristiche di un vero e proprio fiume di montagna e le sue rapide e cascate di travertino sono un vero gioiello di bellezza: una grande cascata a Martin Brod, e le cascate Štrbački buk, Troslap, Dvoslap e Ripač. Fluendo dalle cascate di Martin Brod e Štrbački buk l'acqua si infrange in diversi piccoli e grandi rivoli e cascatelle modellando formazioni di travertino uniche e caratteristiche.                                                                                          |